# Buena Vista Social Club
Buena Vista Social Club é um conjunto de músicos cubanos fundado em 1996. O projeto foi organizado pelo executivo Nick Gold, produzido pelo guitarrista norte-americano Ry Cooder e dirigido por Juan de Marcos González. Eles deram ao grupo o nome de um clube de membros homônimos no bairro Buenavista de Havana, uma casa de espetáculos que era popular na década de 1940. Para mostrar os estilos populares da época, como o son, bolero e danzón, eles recrutaram uma dezena de músicos veteranos, muitos dos quais estavam aposentados há muitos anos.
O álbum homônimo do grupo foi gravado em março de 1996 e lançado em setembro de 1997, tornando-se rapidamente um sucesso internacional, o que levou o conjunto a se apresentar com uma formação completa em Amsterdã e Nova York em 1998. O diretor alemão Wim Wenders registrou a atuação no filme para um documentário - também chamado Buena Vista Social Club - que incluiu entrevistas com os músicos conduzidas em Havana. O filme de Wenders foi lançado em junho de 1999 com aclamação da crítica, recebendo uma indicação ao Oscar de Melhor Documentário e ganhando vários prêmios, incluindo Melhor Documentário no European Film Awards. Seguiu-se de um segundo documentário, Buena Vista Social Club: Adios em 2017. 
O sucesso do álbum e do filme despertou um renascimento do interesse pela música tradicional cubana e pela música latino-americana em geral. Posteriormente, alguns dos artistas cubanos lançaram álbuns solo bem recebidos e gravaram colaborações com estrelas de diferentes gêneros musicais. O nome "Buena Vista Social Club" tornou-se um termo geral para descrever essas apresentações e vendido como um rótulo da "era de ouro musical" de Cuba entre os anos 1930 e 1950. O novo sucesso foi passageiro para os artistas mais conhecidos do conjunto: Compay Segundo, Rubén González e Ibrahim Ferrer morreram aos 95, 84 e 78 anos, respectivamente; Compay Segundo e González faleceram em 2003 e Ferrer em 2005.
Vários membros sobreviventes do Buena Vista Social Club, como Eliades Ochoa, a cantora veterana Omara Portuondo, o trompetista Manuel "Guajiro" Mirabal, Barbarito Torres e o trombonista e maestro Jesús "Aguaje" Ramos atualmente viajam pelo mundo, com aclamação popular, com novos membros, como o cantor Carlos Calunga e o pianista Rolando Luna, como parte de uma banda de 13 membros chamada Orquesta Buena Vista Social Club.

## Buena Vista Social Club original

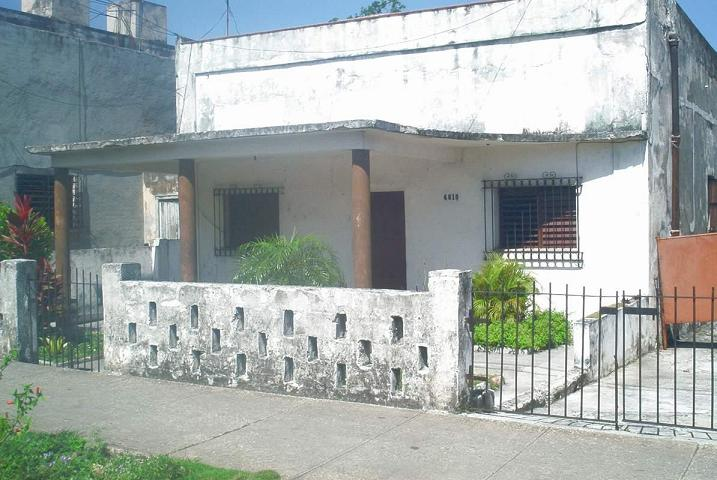
Prédio abandonado em Almendares, Marianao, que abrigava o Clube Social Buena Vista na década de 1940.

O Buena Vista Social Club era um clube exclusivo para membros originalmente localizado em Buenavista, um bairro que agora faz parte do atual bairro de Playa (antes de 1976 parte de Marianao), um dos 15 municípios da capital de Cuba, Havana. O clube original foi fundado em 1932 em uma pequena casa de madeira na calle Consulado y pasaje "A" (atualmente calle 29, n. 6007). Em 1939, por falta de espaço, o clube mudou-se para o número 4610 da Avenida 31, entre as calles 46 e 48, em Almendares, Marianao. O local é lembrado por Juan Cruz, ex-diretor do Clube Social Marianao e mestre de cerimônias do Salón Rosado de la Tropical (outras casas noturnas de Havana). Como visto no documentário do Buena Vista Social Club, quando os músicos Ry Cooder, Compay Segundo e uma equipe de filmagem tentaram identificar a localização do clube na década de 1990, a população local não conseguia chegar a um acordo sobre onde ele ficava. Na época, os clubes em Cuba eram segregados; haviam "sociedades de brancos", "sociedades de negros", etc. O Buena Vista Social Club operava como uma sociedade de negros, que estava enraizada em um  cabildo, que eram fraternidades organizadas durante o século XIX por escravos africanos. A existência de muitas outras sociedades negras, como o Clube Social Marianao, a União Fraternal, o Clube Atenas (cujos membros incluíam médicos e engenheiros) e o Clube Social Buena Vista, exemplificava os resquícios do racismo institucional contra afro-cubanos. Essas sociedades funcionavam como centros recreativos onde os trabalhadores iam beber, jogar, dançar e ouvir música. Nas palavras de Ry Cooder,
A sociedade em Cuba e no Caribe, incluindo Nova Orleans, até onde eu sei, era organizada em torno desses clubes sociais fraternos. Havia clubes de embalagens de charuto, clubes para jogadores de beisebol e eles praticavam esportes e cartas — o que quer que eles fizessem em seu clube — e eles tinham mascotes, como cachorros. No Buena Vista Social Club, os músicos iam para passear uns com os outros, como costumavam fazer nos sindicatos dos músicos nos Estados Unidos e faziam bailes e atividades.
Como local de música, o Buena Vista Social Club viveu o auge da vida noturna de Havana, quando charangas e conjuntos se apresentavam todas as noites, indo de clube em clube ao longo de uma semana. Frequentemente, as bandas dedicam canções aos clubes onde tocam. No caso do Buena Vista Social Club, um danzón homônimo foi composto por Israel López "Cachao" em 1938, e tocado com Arcaño y sus Maravillas. Além disso, Arsenio Rodríguez dedicou "Buenavista en guaguancó" ao mesmo lugar. Junto com a Orquesta Melodías del 40, o conjunto de Maravillas e Arsenio eram conhecidos como Los Tres Grandes (Os Três Grandes), atraindo o maior público onde quer que tocassem. A época vibrante de Havana foi descrita pelo pianista Rubén González, que tocou no conjunto do Arsenio, como "uma era de vida musical real em Cuba, quando havia muito pouco dinheiro para ganhar, mas todos tocavam porque realmente queriam".

### Depois da revolução
Pouco depois da Revolução Cubana de 1959, o recém-eleito presidente cubano Manuel Urrutia Lleó, um cristão devoto, iniciou um programa de fechamento de casas de jogo, boates e outros estabelecimentos associados ao estilo de vida hedonista de Havana. Isso teve um impacto imediato na subsistência dos artistas locais. À medida que o governo cubano se deslocava rapidamente para a esquerda em um esforço para construir uma "sociedade sem classes sociais", ele lutava para definir políticas voltadas para formas de expressão cultural na comunidade negra; expressões que enfatizaram implicitamente as diferenças culturais. Consequentemente, os centros culturais e sociais foram abolidos, incluindo as Sociedades de Cor afro-cubanas, em 1962, para dar lugar a sociedades racialmente integradas. As festividades privadas foram limitadas a festas de fim de semana e os recursos financeiros dos organizadores foram confiscados. As medidas significaram o fechamento do Buena Vista Social Club. Embora o governo cubano tenha continuado a apoiar a música tradicional após a revolução, certo favor foi dado à nueva trova, que era politicamente carregada, e a cantores e compositores poéticos como Silvio Rodríguez e Pablo Milanés. O surgimento da música pop e da salsa, um estilo derivado da música cubana, mas desenvolvido nos Estados Unidos, fez com que o son se tornasse ainda menos comum.

A música cubana experimentou uma mudança bastante radical na década de 1960, conforme notas da National Geographic:
A dance music cubana também testemunhou mudanças dramáticas no início dos anos 1960, quando os grupos exploraram a fusão do son com os estilos de rock, jazz e funk americanos. Grupos como Los Van Van e Irakere estabeleceram formas modernas de música cubana, abrindo caminho para o surgimento de novos ritmos e danças, bem como novos conceitos de instrumentação. ... A dance music cubana já havia inspirado uma mudança em relação às danças modernas à medida que os cubanos mais jovens se libertavam das danças orientadas para os passos...

## Álbum
Em 1996, o guitarrista americano Ry Cooder foi convidado a ir a Havana pelo produtor britânico Nick Gold da World Circuit Records para gravar uma sessão na qual músicos africanos do Mali iriam colaborar com músicos cubanos. Na chegada de Cooder (via México para evitar o embargo comercial e de viagens dos Estados Unidos contra Cuba), ficou claro que os músicos do Mali não haviam recebido seus vistos e não podiam viajar para Havana. Cooder e Gold mudaram seus planos e decidiram gravar um álbum de son cubano com músicos locais.
Já a bordo do projeto de colaboração africana estavam músicos cubanos, incluindo o baixista Orlando "Cachaíto" López, o guitarrista Eliades Ochoa e o diretor musical Juan de Marcos González. Uma busca por músicos adicionais levou a equipe ao cantor Manuel "Puntillita" Licea, ao pianista Rubén González e ao cantor octogenário Compay Segundo, que concordaram em gravar para o projeto.
Três dias após o nascimento do projeto, Cooder, Gold e de Marcos organizaram um grande grupo de artistas e organizaram sessões de gravação no EGREM Studios de Havana, anteriormente propriedade da RCA, onde o equipamento e a atmosfera permaneceram inalterados desde os anos 1950. A comunicação entre os falantes de espanhol e inglês no estúdio foi realizada por meio de um intérprete, embora Cooder tenha dito que "os músicos se entendem por meios diferentes da fala".
O álbum foi gravado em apenas seis dias e continha quatorze faixas; abrindo com "Chan Chan" escrita por Compay Segundo, um son de quatro acordes que se tornaria o que Cooder descreveu como "o cartão de visita do Buena Vista"; e terminando com uma versão de "La Bayamesa", uma criolla romântica composta por Sindo Garay (não deve ser confundido com o hino nacional cubano de mesmo nome). As sessões também produziram material para o lançamento subsequente, Introducing... Rubén González , que apresentou o trabalho do pianista cubano.
Uma das canções do álbum foi "Buena Vista Social Club", um danzón escrito por Orestes López, o pai do baixista "Cachaíto". A canção destacou o trabalho de Rubén González e foi gravada depois que Cooder ouviu González improvisando em torno do tema musical da canção antes da sessão de gravação. Depois de tocar a peça, González explicou a Cooder a história do clube social e que a música era a "melodia da mascote" do clube.  Ao procurar um nome para o projeto geral, o empresário Nick Gold escolheu o título da música. De acordo com Cooder, 
Deve ser o que o diferencia. Já era uma espécie de clube. Todo mundo estava saindo e tomamos rum e um café por volta das duas da tarde. Parecia um clube, então vamos chamá-lo assim. Isso é o que deu um controle.
Após o lançamento em 17 de setembro de 1997, o CD se tornou um grande "hit boca a boca", muito além da maioria dos lançamentos de world music. Vendeu mais de um milhão de cópias e ganhou um prêmio Grammy em 1998. Em 2003, foi listado pela revista Rolling Stone de Nova York no 260.º lugar nos 500 melhores álbuns de todos os tempos.

## Músicos

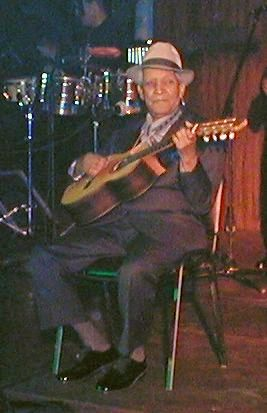
O intérprete e cantor Compay Segundo, figura de destaque no conjunto, em 2002, um ano antes de sua morte, aos 95 anos. Nasceu Máximo Francisco Repilado Muñoz mas, como sugere o apelido Segundo, ele era tradicionalmente um cantor de "segunda voz" proporcionando uma harmonia de contraponto de barítono.

Um total de vinte músicos contribuíram para a gravação, incluindo o filho de Ry Cooder, Joachim Cooder, que na época era um estudioso da percussão latina de 19 anos de idade e fornecia bateria para a banda. O próprio Ry Cooder tocou slide guitar em várias músicas e ajudou a produzir e mixar o álbum, depois descrevendo as sessões como "a maior experiência musical da minha vida". Ry Cooder foi um guitarrista estadunidense de sucesso nos anos 1960, gravando com o Captain Beefheart e os Rolling Stones. Conhecido por seu trabalho de slide guitar, seu interesse pela música de raiz o levou a gravar músicas de diversos gêneros, incluindo tejano e havaiano. Posteriormente, ele foi processado e multado em 25 mil dólares pelas autoridades norte-americanas por seu trabalho no Buena Vista Social Club, tendo violado a Lei de Comércio com o Inimigo, uma cláusula que faz parte do embargo dos Estados Unidos.
Muitos dos músicos cubanos que participaram do álbum estavam em seu auge musical nas décadas de 1940 e 1950. Após o sucesso do disco de 1997, eles ficaram conhecidos em Cuba como "Los Superabuelos" (os Superavôs). Juan de Marcos González, um revivalista folclórico cubano mais jovem do que a maioria dos artistas, apresentou Cooder ao cantor veterano Ibrahim Ferrer, que foi o vocalista do Pacho Alonso e também cantou para Beny Moré, o artista mais proeminente de Cuba na década de 1940, antes de seu estilo de canto suave sair de moda. Depois de encontrar Ferrer, de 70 anos, semi-aposentado, fazendo seu passeio diário pelas ruas de Havana e engraxando sapatos para ganhar um dinheiro extra, González o inscreveu no projeto. Cooder mais tarde descreveu a descoberta como algo que acontece "talvez uma vez na vida" e Ferrer descreveu González como "o Nat King Cole cubano". Ferrer se tornou um membro proeminente do grupo e o sucesso do álbum foi atribuído em parte à popularidade de suas performances vocais. O cantor gravou vários álbuns solo de sucesso e se apresentou com artistas contemporâneos, como o Gorillaz, antes de sua morte em 2005 aos 78 anos.
O pianista Rubén González (1919–2003) também teve mais sucesso lançando dois álbuns solo depois de trabalhar no projeto inicial. González foi pianista de Arsenio Rodríguez na década de 1940 e é responsável por ajudar a estabelecer os estilos de piano cubanos que dominariam a música latina pelo resto do século. Apesar de sofrer de artrite e nem mesmo possuir piano no momento da gravação com Cooder (devido a uma infestação de cupins enquanto vivia na América do Sul) o guitarrista americano o descreveu como "o maior solista de piano que já ouvi". Após o sucesso do disco de 1997, González gravou e excursionou com o baixista Orlando "Cachaíto" López, que foi o único músico a tocar todas as músicas do álbum Buena Vista Social Club. "Cachaito" (1933–2009) era filho do multi-instrumentista Orestes López e sobrinho do também baixista Israel "Cachao" López, os irmãos frequentemente atribuídos à invenção do mambo. Com o nome de seu prestigioso tio, "Cachaito" (pequeno Cachao) foi um importante músico de descarga nas décadas de 1950 e 1960, uma forma musical que tem influência do jazz moderno, sendo que se tornou o baixista sempre presente nas apresentações e gravações do Buena Vista Social Club.
Um dos primeiros a embarcar no projeto foi Compay Segundo (nascido Máximo Francisco Repilado Muñoz) (1907–2003), que aos 89 anos era o mais velho dos intérpretes. Durante uma discussão sobre política, o veterano disse: “Política? Esse cara novo [Fidel Castro] é bom. Os anos 1930 foram difíceis. Foi quando tivemos momentos realmente ruins." Segundo foi um talentoso guitarrista e instrumentista que começou sua carreira tocando em bandas consagradas das décadas de 1920 e 1930. Na década de 1940, ele ganhou fama como metade da dupla Los Compadres e então formou Los Muchachos, uma banda que liderou até sua morte em 2003. Para as gravações e performances do Buena Vista Social Club, Segundo tocou um instrumento único de sete cordas, um híbrido de violão e tres, que ele mesmo criou e chamou de armónico. Ele também cantou, principalmente fazendo backing vocals, em uma série de músicas em sua voz de barítono, incluindo a faixa de abertura escrita por ele mesmo, "Chan Chan", com Eliades Ochoa como a voz principal. Eliades Ochoa (n. 1946), que já havia colaborado anteriormente com Segundo e era um consagrado intérprete folclórico cubano tradicional, tocava violão e cantava para o grupo. Omara Portuondo (n. 1930), cantora de bolero e única mulher do coletivo, cantou no disco "Veinte Años " e fez duetos com Segundo e Ibrahim Ferrer em apresentações ao vivo.
Outros artistas incluíram o cantor Pío Leyva (1917–2006), que trabalhava com Segundo desde o início dos anos 1950 e o companheiro e cantor Manuel "Puntillita" Licea (1927–2000), que havia se apresentado com Celia Cruz e Benny Moré. Uma percussão improvisada adicional foi fornecida por Amadito Valdés e Carlos González. O mais jovem membro estabelecido do grupo foi Barbarito Torres, (n. 1956) um virtuoso jogador do laúd, um ramo cubano do alaúde. O trompete foi fornecido por Manuel "Guajiro" Mirabal, (n. 1933) que passou a lançar discos solo sob o título Buena Vista apresenta....

## Filme

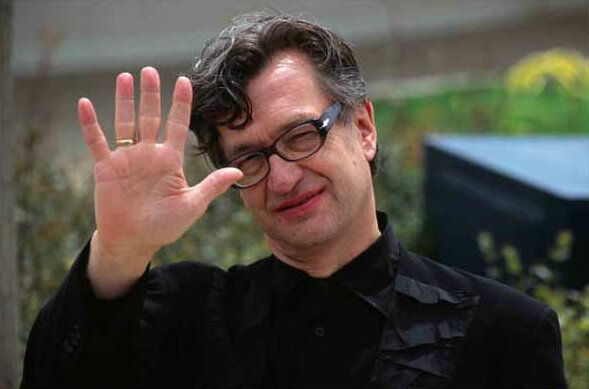
O diretor de cinema Wim Wenders, que filmou o documentário Buena Vista Social Club em 1999.

Pouco depois de voltar de Havana para gravar o álbum Buena Vista Social Club, Ry Cooder começou a trabalhar com o cineasta alemão Wim Wenders na trilha sonora do filme de Wenders, The End of Violence, a terceira colaboração entre os dois artistas. De acordo com Wenders, foi um esforço para forçar Cooder a se concentrar no projeto: "Ele sempre meio que olhava para longe e sorria, e eu sabia que ele estava de volta a Havana." Embora Wenders nada soubesse sobre música cubana na época, ficou entusiasmado com as fitas das sessões de Havana fornecidas por Cooder e concordou em viajar para a ilha para filmar a gravação de Buena Vista Social Club Presents: Ibrahim Ferrer, o primeiro álbum solo do cantor, em 1998.
Wenders filmou as sessões de gravação no formato recentemente aprimorado Vídeo Digital com a ajuda do diretor de fotografia Robert Müller e, em seguida, fez entrevistas com cada membro do conjunto "Buena Vista" em diferentes locais de Havana. Wenders também esteve presente para filmar a primeira apresentação do grupo com uma formação completa em Amsterdã em duas noites de abril de 1998 e uma segunda vez no Carnegie Hall, em Nova York em 1 de julho de 1998. O documentário completo foi lançado em 17 de setembro de 1999 e incluía cenas em Nova York dos cubanos, alguns dos quais nunca haviam deixado a ilha de Cuba, vitrines e visitas a pontos turísticos. Segundo a revista Sight & Sound, essas cenas de "inocentes no exterior" foram os momentos mais emocionantes do filme, já que os contrastes entre as sociedades de Havana e de Nova York ficam evidentes nos rostos dos artistas. Ferrer, de origem empobrecida e ferrenhamente anticonsumista, foi mostrado descrevendo a cidade como "bonita" e achando a experiência avassaladora. Após a conclusão das filmagens, Wenders sentiu que o filme "não parecia mais um documentário. Parecia que era uma verdadeira peça de personagem".
O filme se tornou um sucesso de bilheteria, arrecadando pouco mais de 23 milhões de dólares em todo o mundo. Os críticos, geralmente, ficaram entusiasmados com a história e especialmente com a música, embora Roger Ebert, o principal crítico de cinema estadunidense, e Peter Curran, do British Film Institute, sentissem que Wenders se demorara muito em Cooder durante as apresentações; e a edição, que intercalou entrevistas com músicas, interrompeu a continuidade das canções. O filme foi indicado ao Oscar de melhor documentário em 1999. Ele ganhou o prêmio de melhor documentário no Prémios do Cinema Europeu e recebeu dezessete outros prêmios importantes internacionalmente.

## Apresentações ao vivo

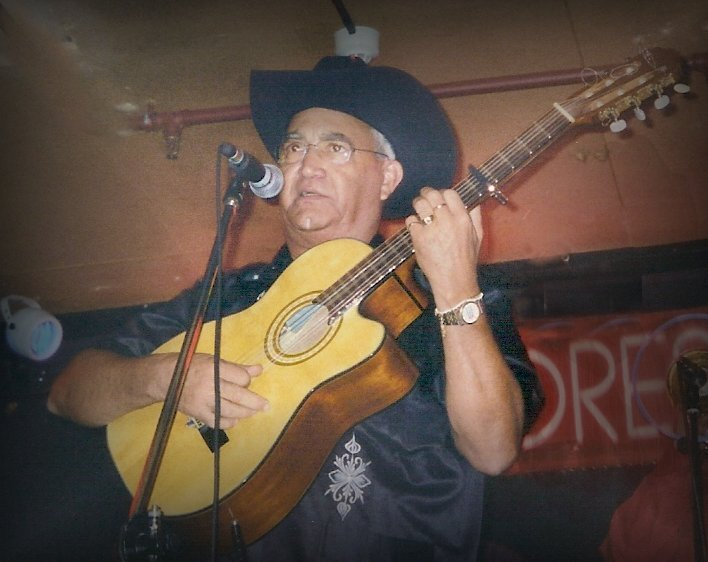
Eliades Ochoa cantou "El Carretero" no disco. No filme, Ochoa é mostrado tocando a música enquanto caminha ao lado de uma ferrovia deserta.

As primeiras apresentações de todo os membros do Buena Vista Social Club, incluindo Cooder, foram as filmadas por Wenders em Amsterdã e Nova York. Outros programas internacionais e aparições na TV logo se seguiram, com formações variadas. Ibrahim Ferrer e Rubén González se apresentaram juntos em Los Angeles em 1998 para um público que incluía Alanis Morissette, Sean Combs e Jennifer Lopez, Ferrer dedicando a música Mami Me Gusto à hispânica Lopez.
As apresentações na Flórida, que tem um grande exílio cubano e uma comunidade cubano-americana, foram raras após o lançamento do filme devido ao clima político. No final da década de 1990, um concerto do pianista de jazz cubano Gonzalo Rubalcaba quase se tornou um tumulto quando os frequentadores foram atacados e cuspidos por manifestantes que se opunham ao governo cubano. Quando músicos de "Buena Vista" tocaram em uma conferência da indústria musical em Miami Beach em 1998, centenas de manifestantes gritaram do lado de fora e o salão do centro de convenções foi esvaziado brevemente por causa de uma ameaça de bomba. Em 1999, Ferrer e Ruben González foram forçados a cancelar programas em Miami alegando temores por sua segurança depois que os cubanos Los Van Van atraíram 4 mil manifestantes em uma apresentação anterior e, em 1999, Compay Segundo foi forçado a interromper uma apresentação em Miami devido a outra ameaça de bomba. Quando viajam pelos Estados Unidos, os cubanos têm direito apenas ao seu per diem (transporte e hospedagem) e não são permitidas taxas de apresentação devido ao embargo dos Estados Unidos.
O Buena Vista Social Club continua a fazer turnês pelo mundo como Orquesta Buena Vista Social Club e, apesar da morte de seis dos membros originais, o coletivo se apresenta com muitos dos membros restantes, incluindo Barbarito Torres e "Guajiro" Mirabal. As partes da guitarra de Ry Cooder são administradas por Manuel Galbán, um ex-membro do grupo vocal cubano Los Zafiros, que tocou no primeiro disco solo de Ibrahim Ferrer com Cooder e apareceu no filme de Wim Wenders. Após uma apresentação em 2007 em Londres, um revisor do The Independent descreveu o conjunto como "uma espécie de anomalia em termos de negócios musicais, devido à mudança na formação e ao fato de que eles nunca tiveram realmente um vocalista para definido", acrescentando, "É difícil saber o que esperar do que é mais uma marca do que uma banda."
|  |  |  |

## Impacto cultural

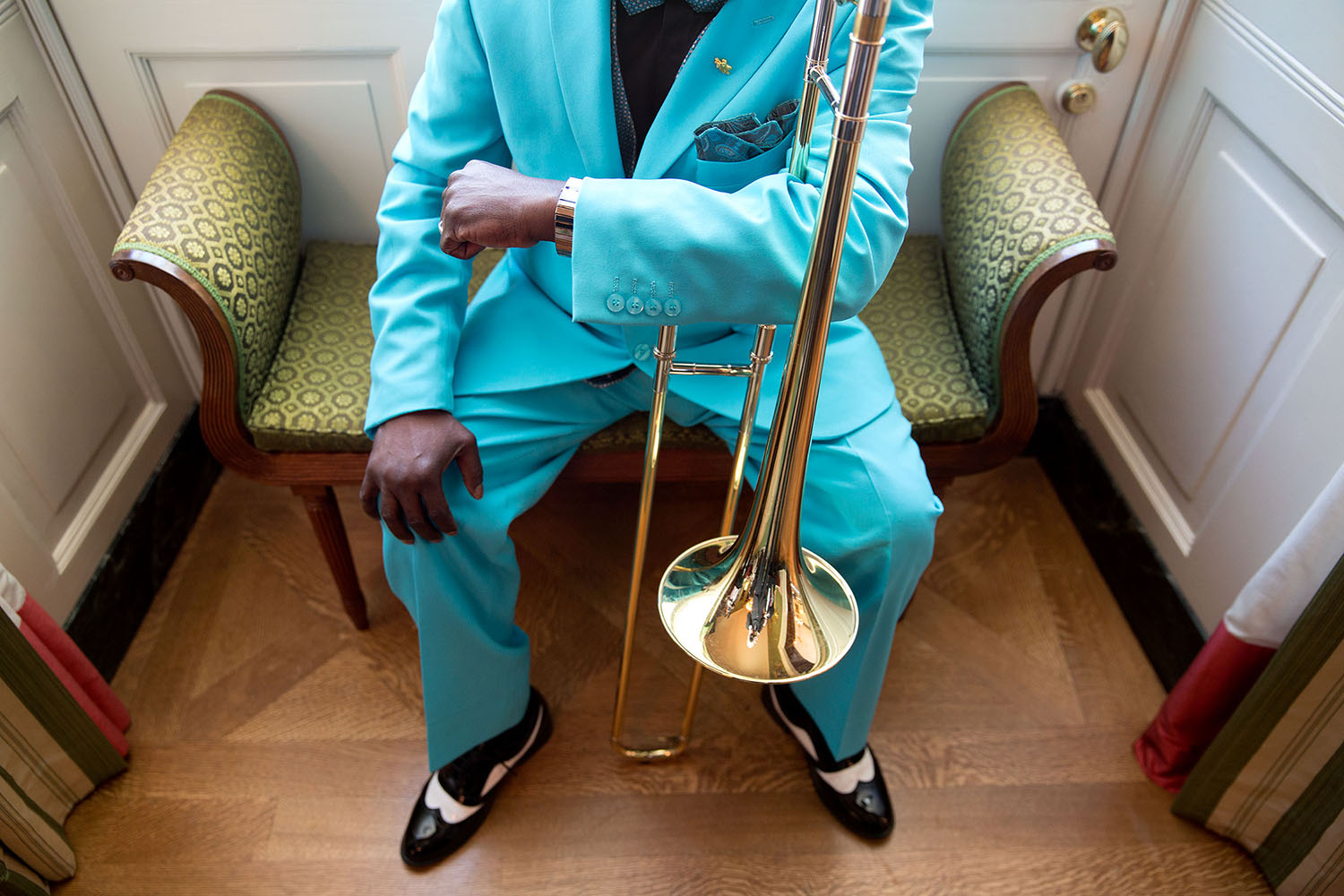
Jesús "Aguaje" Ramos e seu trombone na Casa Branca, onde a Orquesta Buena Vista Social Club foi recebida em 2015.

O sucesso internacional do Buena Vista Social Club gerou um renascimento do interesse pela música tradicional cubana e pela música latino-americana como um todo. O diretor musical Juan de Marcos considerou que as gravações servem "como um símbolo da força da música cubana e que, de certa forma, contribuíram para que a música cubana recuperasse o status que sempre teve na música latino-americana e mundial".
A florescente indústria turística de Cuba no final da década de 1990 se beneficiou desse renascimento. De acordo com o The Economist, “nos bairros turísticos de Havana Velha, às vezes pode parecer que todo cubano com um violão saiu para cantar as canções que Buena Vista tornou famosas. É como se você fosse a Liverpool e encontrasse bandas cantando canções dos Beatles em cada esquina." As canções que Buena Vista canta geralmente não são composições próprias. Algumas canções que cantam são populares em Cuba e as pessoas sempre as cantaram nas ruas. Apesar do apelo do ambiente "Buena Vista" para os turistas, os próprios cubanos estavam menos atentos ao "Buena Vista Social Club" do que os ouvintes de música internacional. Isso se deveu ao caráter estrangeiro da produção e ao domínio da timba, do songo e de outras formas musicais modernas na ilha. Alguns explicam que Buena Vista não impactou o público cubano, pois não estava criando nada de novo; eles tocavam apenas as mesmas canções que os cubanos conhecem e tocam há muitos anos.
Mari Marques, uma cubano-americana que conduz viagens culturais a Cuba, contesta que a preponderância de músicos tradicionais não foi apenas uma consequência do "Buena Vista Social Club". Marques acredita que a noção de que alguma música foi completamente negligenciada em Cuba é "um exagero romântico que foi propagado pela cobertura da mídia norte-americana" e a realidade é que son trios existiram "em todo lugar em cidades como Santiago de Cuba, no leste do ilha." A gravadora britânica de música mundial Tumi Music, que havia trabalhado com de Marcos e muitos dos músicos do Buena Vista antes de Cooder, afirmou que Cuba tem mais de 50 mil músicos, todos tão bons quanto, e alguns tão antigos quanto os participantes do "Buena Vista", " mas essas pessoas dificilmente têm a oportunidade de compartilhar seus talentos com o mundo exterior." A gravadora lamentou que, "para o Ocidente prestar atenção real e consumir o produto, você precisava de alguém como Ry Cooder para dar a ele um selo de aprovação primeiro."
O membro do Partido Socialista dos Trabalhadores Britânico e escritor marxista Mike Gonzalez acredita que o conjunto provocou um olhar para trás, para "lugares atemporais e sensuais onde os sonhos e o desejo se fundiam em uma música confortável e evocativa". Gonzalez afirma que a aura evocada não representava "a Cuba real" antes da Revolução de 1959, nem a Cuba da era moderna, mas que o governo cubano estava feliz que a indústria turística "gozasse dos frutos dessa confusão". A American Historical Review sugeriu que Buena Vista Social Club alimentou sentimentos nostálgicos e idealistas não apenas de muitos estadunidenses e cubanos nos Estados Unidos que se lembram da Havana dos anos 1950, mas também dos cubanos em Cuba. O resultado foi uma reminiscência da era pré-revolucionária—dominada pela política de Gerardo Machado nas décadas de 1920-1930 e depois do general Fulgencio Batista até 1959—que "já não parece tão ruim".